# 李焘 (宋朝)
李燾（1115年—1184年），字仁甫，號巽岩，眉州丹棱（今屬四川）人，唐初曹王李明之後（《宋史》）。諡文簡。

## 生平
十二歲親睹“靖康之禍”，北宋覆亡，二十歲憤恨金仇未報，寫了《反正議》十四篇。
紹興八年（1138年）進士，调成都府华阳县主簿，拟嘉州军事推官。未赴任，在龙鹤山巽岩读书。绍兴十二年，赴华阳主簿任，绍兴二十四年（1154），改宣教郎，知成都府双流县。後知荣州，治水有績。隆兴二年（1164），他任潼川府路转运判官。官至實錄院檢討官、修撰。勤于政事，颇有政绩，“無歌姬，不置產”。張栻說：“李仁甫如霜松雪柏。”
李燾痛恨秦檜误国擅权，為秦檜所忌，仕途頗不順，“尝遣人谕意，欲得焘一通问，即召用之，（李）焘恶其误国擅权，迄不与，坐此偃蹇州县，垂三十年”。淳熙三年（1176年）擢为秘书监，权同修国史，兼权实录院同修撰。
李燾大部份的時間都在擔任史官著述，在知成都府双流县任上，公务之餘，“日翻史册，汇次国朝事实。”，《长编》之书盖始于此，以四十年之力，撰成《續資治通鑑長編》九百八十卷，自宋太祖趙匡胤建隆（960年），迄於宋欽宗趙桓靖康（1127年），記北宋九朝168年史事。乾道四年（1168）進上已修成的太祖、太宗、真宗、仁宗、英宗五朝，淳熙元年（1174年），进神宗朝《长编》，孝宗称赞他“无愧司马光”。
據史載，李燾在搜集材料時，“作木廚十枚，每廚作抽替匣二十枚，每替以甲子誌之。凡本年之事，有所聞，必歸此匣，分月日先後次第之，井然有條”，因卷秩龐大，前後分四次上進。今本久已亡佚，後從《永樂大典》中輯錄部份。
淳熙十一年（1184年），臨终前遗言：“臣年七十，死不为夭，所恨报国缺然。”著有《巽岩文集》、《四朝史稿》五十卷、《唐宰相谱》一卷、《江左方镇年表》六卷、《晋司马氏本支》、《齐梁本支》、《王谢世表》、《五代三衙将帅年表》各一卷，《春秋学》、《易学》五卷、《春秋学》十卷等五十餘種，大多失佚。今存《续资治通鑑长编》五百二十卷、《六朝制敌得失通鑑博议》十卷、《说文解字五音韵谱》十卷，清代皆編入《四库全书》。